# Administración de las Artes
La administración de las artes (alternativamente, la gestión de las artes) es un campo en el sector de las artes que facilita la programación dentro de las organizaciones culturales. Los administradores de las artes son responsables de facilitar las operaciones diarias de la organización, así como los objetivos a largo plazo y el cumplimiento de su visión, misión y mandato. La gestión de las artes se hizo presente en el sector de las artes y la cultura en la década de 1960. Las organizaciones incluyen entidades profesionales sin fines de lucro (denominadas sin fines de lucro en Canadá). Por ejemplo, teatros, museos, orquestas sinfónicas, organizaciones de jazz, teatros de ópera, compañías de ballet y muchas organizaciones más pequeñas profesionales y no profesionales con fines de lucro relacionadas con las artes (por ejemplo, casas de subastas, galerías de arte, compañías musicales, etc.). Los deberes de un administrador de artes pueden incluir la gestión del personal, el marketing, la gestión del presupuesto, las relaciones públicas, la recaudación de fondos, la evaluación del desarrollo de programas y las relaciones con la junta.

## Deberes y funciones de los administradores de las artes
Los administradores de arte (alternativamente, gerentes de arte) trabajan para organizaciones artísticas y culturales como teatros, sinfonías, galerías de arte, museos, festivales de arte, centros de arte, consejos de arte, juntas regionales de arte, compañías de danza, organizaciones de arte comunitarias, organizaciones de arte para discapacitados y edificios de patrimonio. Los empleadores de los administradores de las artes pueden ser organizaciones con fines de lucro, organizaciones sin fines de lucro o agencias gubernamentales.
Los administradores de las artes asumen una variedad de tareas laborales que incluyen el desarrollo de presupuestos, la planificación de eventos y actuaciones, la negociación de contratos y el desarrollo del interés de la comunidad en la organización de las artes. Un administrador de artes a menudo dirige la contratación y capacitación del personal, diseña sus horarios y asignaciones de tareas. Los empleados de organizaciones sin fines de lucro (o sin fines de lucro en Canadá) están a cargo de organizar eventos de recaudación de fondos y reclutar patrocinadores financieros. Además, se espera que los administradores de las artes realicen investigaciones sobre subvenciones, soliciten subvenciones y desembolsen los fondos adquiridos para que la programación pueda continuar.
Un administrador de artes empleado por una organización pequeña puede ser responsable de los eventos de marketing, la reserva de eventos y la gestión de los presupuestos de los proyectos. Un administrador de artes empleado por una organización artística más grande puede ser responsable de los edificios y las instalaciones, el personal creativo (p. ej., artistas/artistas), el personal administrativo, las relaciones públicas, el marketing, la redacción de propuestas y los informes.
Un administrador de artes de alto nivel puede asesorar a la junta directiva u otros altos directivos sobre la planificación estratégica y las decisiones de gestión. Un administrador de artes eficaz también debe tener conocimiento de las políticas públicas locales, estatales y federales en lo que respecta a los recursos humanos, los seguros de salud, las leyes laborales y la gestión de riesgos de los voluntarios.
Los administradores de artes tienen la capacidad de crear y administrar el desarrollo profesional necesario para los maestros de bellas artes. El desarrollo profesional para las artes a menudo es mediocre debido a la falta de financiación de los fondos asignados por el gobierno, que puede remediarse presionando a los administradores de las artes.

## Abogacía en la Administración de las Artes
Como cualquier negocio, las organizaciones artísticas deben trabajar en entornos externos e internos cambiantes. Los cambios externos pueden ser culturales, sociales, demográficos, económicos, políticos, legales o tecnológicos. Los cambios internos pueden estar relacionados con la audiencia, la membresía, la Junta Directiva, el personal, las instalaciones, el crecimiento o las operaciones financieras. Otro cambio que debe tenerse en cuenta es la creciente necesidad de programas de marketing basados en tecnología (es decir, redes sociales) para que la organización cambie con los tiempos y atraiga grupos de visitantes y miembros más jóvenes a la organización.
Si bien un buen administrador de artes supervisa y gestiona el cambio constantemente, también debe estar al tanto de la dirección general y el estado de ánimo de la organización mientras ayuda a las personas a realizar su trabajo diario. Las organizaciones artísticas, como parte del sistema económico, experimentan los efectos de expansión y contracción en las economías locales, regionales, nacionales y mundiales. Muchas organizaciones artísticas luchan en tiempos económicos difíciles. Cada vez más, la AAAE (Association of Arts Administration Educators) la membresía se ha vuelto más interesada y proactiva en responder a cuestiones clave en las artes y en ofrecer ayuda a las organizaciones artísticas en temas de gestión, política, gobernanza, desarrollo de fondos y finanzas. Fruto de esta nueva apuesta, la investigación del programa crece tanto en cantidad como en calidad.
La historia de la defensa de las artes en Canadá está representada en gran medida por la Representación de artistas canadienses/Le Front des Artistes Canadiens (CARFAC). Es una corporación sin fines de lucro que actúa como la voz nacional de los artistas visuales profesionales de Canadá. La participación activa de la organización en la defensa, el cabildeo, la investigación y la educación pública en nombre de los artistas en Canadá ha definido a CARFAC como un organismo representativo integral para los artistas en todo Canadá. En 1975, CARFAC logró presionar para obtener tarifas de exhibición para los artistas. Como resultado, el Consejo de Canadá hizo que el pago de honorarios a artistas canadienses vivos fuera un requisito para la elegibilidad para subvenciones de asistencia de programas para galerías de arte públicas. La defensa de CARFAC por los artistas resultó en la creación de la enmienda federal a la Ley de derechos de autor en 1988. La ley reconoce a los artistas como los principales productores de cultura y otorga a los artistas derecho legal a exhibiciones y otras tarifas. Los administradores de las artes en todo Canadá se refieren activamente a los requisitos de tarifas de artistas de CARFAC cuando contratan artistas profesionales.

## Organismos gubernamentales de financiación y concesión
Cada país tiene sus propios modelos y agencias para financiar las artes. En Canadá, las artes son financiadas por el gobierno canadiense a través del Departamento del Patrimonio Canadiense. Cada provincia tiene un ministerio que financia las artes y la cultura. Dependiendo del partido gubernamental en el poder, la cantidad de fondos disponibles para las artes y la cultura varía. En Ontario, el Ministerio que financia las artes es el Ministerio de Patrimonio, Deportes, Turismo e Industrias Culturales.
En Canadá existen organismos de concesión federales, provinciales y municipales que financian las artes. Estos organismos de concesión son agencias de financiación independientes, lo que significa que trabajan por separado del gobierno. El Consejo Canadiense para las Artes, un organismo federal de subvenciones, se creó en 1957 y cumplió con los requisitos de la Comisión Massey. El Consejo Canadiense para las Artes financia a artistas, colectivos y organizaciones artísticas de todas las provincias y territorios de Canadá. CCA financia las artes circenses, la danza, las artes para sordos y discapacitados, las artes digitales, las artes indígenas, las interartes, la literatura, las artes mediáticas, las actividades multidisciplinarias, la música y el sonido, el teatro, las artes visuales y otras disciplinas artísticas. En 2018-19, CCA otorgó $246,1 millones a las artes en Canadá. En Ontario, el Consejo de las Artes de Ontario otorga subvenciones a artistas individuales y profesionales de las artes con sede en Ontario, grupos/colectivos ad hoc y organizaciones. La OAC proporciona dos tipos de subvenciones, que son subvenciones para proyectos (subvenciones únicas para proyectos específicos, disponibles para artistas individuales, grupos/colectivos ad hoc y organizaciones) y subvenciones operativas (apoyo continuo para artistas sin fines de lucro con sede en Ontario). -organizaciones artísticas con fines de lucro y editores de libros y revistas con fines de lucro).
El sistema de artes de los Estados Unidos tiene una variedad de subsidios gubernamentales que componen aproximadamente el 7 por ciento de la inversión total de la nación en grupos artísticos sin fines de lucro. El National Endowment for the Arts es una agencia federal independiente que fue creada en 1965 en los Estados Unidos de América. El papel de la NEA es asegurarse de que todos los estadounidenses tengan acceso a las artes sin importar dónde vivan. La financiación de la NEA se basa en proyectos y se destina a miles de organizaciones sin fines de lucro cada año, junto con asociaciones e iniciativas artísticas especiales, investigación y otro tipo de apoyo que contribuye a la vitalidad de los vecindarios, los estudiantes y las escuelas, el lugar de trabajo y la cultura.
Los Estados Unidos también tienen Agencias de Artes Estatales/Regionales. Las Agencias de Arte Estatales/Regionales son financiadas a través de la NEA ya que están obligadas a asignar fondos a cualquier estado que tenga una agencia de arte. Las Agencias de las Artes Locales funcionan como consejos o comisiones, o como departamentos de la ciudad, y están financiadas por varias fuentes: la NEA; agencias estatales de las artes, presupuestos municipales y donaciones privadas.
Las artes en el Reino Unido se financian a través del Departamento de Digital, Cultura, Medios y Deportes, que es un departamento del gobierno del Reino Unido. El DCMS cuenta con el apoyo de 45 agencias y organismos públicos. En Inglaterra, el Arts Council England es un organismo público no departamental del Departamento de Digital, Cultura, Medios y Deportes.
En el Reino Unido existe una organización benéfica llamada Art Fund. Durante más de 110 años, han apoyado a museos y galerías, y los han ayudado a comprar y exhibir grandes obras de arte para que todos las disfruten. Art Fund tiene financiamiento para adquisiciones, capacitación y desarrollo, y giras y exhibiciones. Art Fund también defiende y hace campaña por causas importantes como la entrada gratuita a los museos nacionales en el Reino Unido y, más recientemente, por incentivos fiscales para fomentar la filantropía.

## Donaciones planificadas
Las donaciones planificadas, también conocidas como donaciones heredadas, son una forma de filantropía que es una práctica común en el sector de las artes. La donación planificada es cuando un donante deja una dotación, activos o una parte de su última voluntad y testamento a una organización al final de su vida. La planificación estratégica de donaciones benéficas es un proceso centrado en el donante de planificación de donaciones benéficas actuales y futuras de una manera que cumpla con los objetivos filantrópicos del donante y equilibre las consideraciones personales, familiares y fiscales. La donación heredada se considera la mayor donación caritativa que una organización puede recibir y, a menudo, lleva muchos años establecer este tipo de relación con un donante.

## Programas académicos
Los programas de administración de las artes están disponibles en varias universidades y colegios en los EE. UU., el Reino Unido, Canadá y Australia. En los Estados Unidos, estos programas comenzaron en la década de 1970 en varias escuelas después de reuniones con el National Endowment for the Arts sobre cómo se educaría a las próximas generaciones de líderes artísticos. Algunas unidades académicas ofrecen programas de certificación para profesionales que buscan educación continua o educación para el desarrollo profesional. Si bien los programas de administración de las artes se basan en muchos elementos de campos administrativos relacionados, como la administración de empresas, también incluyen cursos especializados en la administración de organizaciones culturales y artísticas sin fines de lucro.
Los programas de administración de las artes otorgan una variedad de credenciales, incluidos certificados y diplomas, licenciaturas y maestrías. Estos programas suelen combinar elementos curriculares de programas de administración existentes, como administración pública, administración de empresas, derecho artístico y gestión. En algunas instituciones, la administración de las artes puede ser una concentración dentro del programa de Maestría en Administración de Empresas (MBA) de la escuela. El programa de Maestría en Administración de las Artes de la Universidad de Columbia es el único programa que une elementos curriculares de gestión/administración pública y privada, derecho, negocios y finanzas en una universidad de la Ivy League. Muchos programas de administración de las artes incluyen una práctica en la que el estudiante se ofrece como voluntario o trabaja en una organización artística o cultural para adquirir experiencia práctica.
En algunas universidades, programas similares se denominan gestión de las artes (p. ej., American University), gestión de las artes escénicas (p. ej., programa de pregrado en música de la Universidad DePaul), o liderazgo artístico (p. ej., programa de posgrado de la Universidad DePaul, programa de posgrado de la Universidad del Sur de California). Programa de Maestría en Ciencias en Liderazgo Artístico).
Universidades como American, Wisconsin e Indiana, entre muchas otras, ofrecen programas para estudiantes en todas las disciplinas artísticas, mientras que otras están más especializadas en una disciplina en particular (los programas de teatro de pregrado y posgrado de DePaul están orientados al teatro, mientras que su programa de música de pregrado está orientado a la música). ). La maestría en algunas escuelas es un MBA, mientras que otras universidades ofrecen MFA, MA y MPA, dependiendo en gran medida de dónde se encuentre el programa. Por ejemplo, en American University, el programa es parte del Departamento de Artes Escénicas, mientras que en Indiana University es parte de la Escuela de Asuntos Públicos y Ambientales. Otro diferenciador notable del programa es que el MFA se considera un título terminal en el campo, lo que permite a los graduados postularse para enseñar a nivel universitario como profesor de tiempo completo.
Aunque los planes de estudio pueden ser similares, la atmósfera de los programas puede diferir. Las variaciones entre los programas a menudo pueden girar en torno a la centralidad de las artes versus la centralidad de las habilidades comerciales en el plan de estudios. Algunos programas brindan un equilibrio de habilidades de gestión en los negocios y las artes, como el certificado de posgrado en línea de liderazgo artístico y gestión cultural de la Universidad de Connecticut. Otros programas, como los de Ohio State, Indiana y (cada vez más) American, están fuertemente arraigados en la política cultural. Otro diferenciador del programa es la cantidad de tiempo dedicado "en el campo", aplicando los principios académicos a las organizaciones artísticas existentes a través de prácticas o experiencias de pasantías. Maestría en Bellas Artes de la Universidad de Seattle. El programa de grado en Liderazgo Artístico requiere que los estudiantes pasen tiempo cada trimestre trabajando con una organización artística local a través de una práctica. Ellos creen que este énfasis en la interacción del mundo real ayuda a reforzar el trabajo en clase y ayuda a construir una red de profesionales de las artes que sirve como recurso después de graduarse. En la Universidad George Mason, MA en Gestión de las Artes en la Facultad de Artes Visuales y Escénicas (Arlington, VA), uno de los programas de inscripción más grandes de los EE. UU., se requieren no menos de 252 horas de pasantía en al menos dos diferentes organizaciones artísticas. En esta institución, se requiere que el cuerpo docente esté calificado académica y experiencialmente, y muchos de ellos son gerentes de arte sénior en algunos de los centros de artes visuales y escénicas más destacados del área de Washington D. C.
La mayoría de los programas requieren dos años de residencia, aunque la Universidad Drexel, Universidad de Denver y Goucher College ofrecen opciones en línea con residencia limitada. La Universidad de Kentucky y la Universidad Kutztown de Pensilvania ofrecen títulos totalmente en línea en administración de las artes. Con el fin de acomodar el empleo a tiempo completo, proporcionar sólidas oportunidades de creación de redes y muchas oportunidades de trabajo en equipo, los programas como la Universidad de Seattle han adoptado un modelo de cohorte y ofrecen clases en las noches y los fines de semana.
Algunos programas ofrecen doble titulación. Por ejemplo, la Universidad de Cincinnati ofrece un programa MA/MBA en conjunto con el Conservatorio de Música de la Universidad de Cincinnati. El Programa de Posgrado en Administración de las Artes de UC/CCM, como la mayoría de los otros, existe para preparar y capacitar a los estudiantes para que se conviertan en directores ejecutivos y gerentes sénior exitosos de instituciones artísticas y culturales sin fines de lucro al combinar la administración de empresas y la experiencia del mundo real.
En Italia, el Istituto Europeo di Design, en Venecia, ofrece una Maestría en Administración de Empresas en Artes y Eventos Culturales que brinda conocimientos avanzados y habilidades empresariales necesarias para comprender y operar en el variado mundo de las artes. La Università Cattolica del Sacro Cuore de Milán ofrece un programa de Maestría Especializada de 1 año en Gestión de las Artes. Un curso similar se lleva a cabo en Bolonia, en la Universidad de Bolonia, llamado Innovación y Organización de la Cultura y las Artes, que ofrece una oportunidad de doble titulación junto con la Maestría en Gestión de las Artes de Carnegie Mellon. En Turín, la Universidad Internacional St. John ofrece una Maestría en Artes en Administración Internacional de las Artes. Un nuevo programa innovador basado en el concepto de obra de arte como 'información', que integra registro, catalogación, comunicación, gestión, fruición. El programa está dirigido por profesores y profesionales de alto nivel de Heritage, srl.
Otros programas pueden ofrecer un solo título que incluye cursos en dos universidades. El programa de Maestría en Gestión de las Artes (MAM) de la Universidad Carnegie Mellon es un ejemplo, vinculando la Facultad de Bellas Artes con la Escuela de Gestión y Políticas Públicas de Heinz College. Heinz College proporciona los cursos básicos de gestión y la Facultad de Bellas Artes apoya el programa MAM con cursos específicos para instituciones artísticas. Otro ejemplo es el programa MA/MBA de dos años de la Universidad Metodista del Sur, que ofrece una Maestría en Artes en Administración de las Artes de la Meadows School of the Arts y una Maestría en Administración de Empresas de la Cox School of Business.
Algunos programas se encuentran dentro del departamento de Música, Teatro y Danza de su universidad, como el de la Universidad Estatal de Colorado en Fort Collins, Colorado. Los programas residenciales y en línea del LEAP Instituto de las Artes de LEAP. Otro ejemplo es la Maestría en Ciencias en Liderazgo Artístico de la Universidad del Sur de California, que se encuentra dentro de la Escuela de Música de la Universidad del Sur de California y acepta líderes de opinión en cualquier disciplina artística, incluida la música, el teatro, la danza, el cine y las bellas artes.
Varias universidades ofrecen concentraciones en gestión de medios (cine, televisión, música, nuevos medios, etc.): la Universidad de Drexel, Carnegie Mellon y Columbia College Chicago son ejemplos. Carnegie Mellon ofrece un título independiente en gestión de cine/televisión. El programa de Maestría en Administración de las Artes de la Universidad de Nueva York permite a los estudiantes elegir un enfoque en artes visuales o artes escénicas.